# Fejős Zoltán
Fejős Zoltán (Balassagyarmat, 1954. november 5. – ) magyar etnográfus, antropológus.

## Tanulmányai
1974-ben kezdte meg tanulmányait a debreceni Kossuth Lajos Tudományegyetem bölcsésztudományi karának történelem-néprajz szakán, ahol 1979-ben szerzett diplomát.

## Pályafutása
Az egyetem elvégzése után a Néprajzi Múzeumnál helyezkedett el, majd hat év után az Országos Széchényi Könyvtár Magyarságkutató Csoportjának tudományos munkatársa lett. 1991 és 1997 között a Teleki László Alapítvány Közép-Európa Intézet tudományos dolgozója, 1996-tól igazgatója volt egy évig. 
1997-től a Néprajzi Múzeum főigazgatója. Több szaklap szerkesztője, főszerkesztője. 1993-ban a néprajztudományok kandidátusa lett. Kutatási területe az etnicitás, a néprajzi muzeológia és a nyugati, amerikai magyarság.

## Díjai, kitüntetései
- Jankó János-díj (1986)
- Móra Ferenc-díj (2005)[1]

## Főbb művei
- Tájékoztató bibliográfia a városok néprajzi-antropológiai kutatásához; szerk. Fejős Zoltán, Niedermüller Péter; Népművelési Intézet, Budapest, 1982 (Folklór, társadalom, művészet)
- A turizmusról az ökonómián innen és túl; Népművelési Intézet, Budapest, 1984 (Folklór, társadalom, művészet)
- Hiedelemrendszer, szöveg, közösség. Esettanulmány Karancskeszi példáján 1-2.; Múzsák, Budapest, 1985
- A chicagói magyarok két nemzedéke, 1890-1940. Az etnikai örökség megőrzése és változása; Közép-Európa Intézet, Budapest, 1993
- A turizmus mint kulturális rendszer. Tanulmányok; szerk. Fejős Zoltán; Néprajzi Múzeum, Budapest, 1998
- Idő és antropológia. Fordítások gyűjteménye; szerk. Fejős Zoltán, ford. Czárán Judit et al.; Osiris, Budapest, 2000 (Osiris könyvtár Antropológia)
- Turizmus és kommunikáció. Tanulmányok; szerk. Fejős Zoltán, Szijártó Zsolt; Néprajzi Múzeum–PTE Kommunikációs Tanszék, Budapest, 2000 (Tabula könyvek)
- Egy tér alakváltozásai. Esettanulmányok a Káli-medencéről; szerk. Fejős Zoltán, Szijártó Zsolt; Néprajzi Múzeum, Budapest, 2002 (Tabula könyvek)
- Néprajzi jelenkutatás és a múzeumi gyűjtemények változása; szerk. Fejős Zoltán; Néprajzi Múzeum, Budapest, 2003 (MaDok-füzetek)
- Tárgyfordítások. Néprajzi múzeumi tanulmányok; Gondolat, Budapest, 2003
- Fotó és néprajzi muzeológia. Tanulmányok; szerk. Fejős Zoltán; Néprajzi Múzeum, Budapest, 2004 (Tabula könyvek)
- Boldog. Képek. Katalógus. Kiállítás a Néprajzi Múzeumban, 2004. november 4–2005. május 22.; Néprajzi Múzeum, Budapest, 2005
- Jelentésteli tárgyak; szerk. Fejős Zoltán, Frazon Zsófia; Néprajzi Múzeum, Budapest, 2005 (MaDok-füzetek)
- Plasztik művek. Alternatív műanyagtörténet a celluloid könyvtáblától a felfújható fotelig; szerk. Fejős Zoltán, Frazon Zsófia; Néprajzi Múzeum, 2006 (MaDok-füzetek)
- Műanyag; szerk. Fejős Zoltán, Frazon Zsófia; Néprajzi Múzeum, Budapest, 2007
- Pillanatképek a mából. A kortárs kultúra múzeumi feldolgozása; szerk. Fejős Zoltán, Frazon Zsófia; Néprajzi Múzeum, Budapest, 2007 (MaDok-füzetek)
- Az egzotikum. Tanulmányok; szerk. Fejős Zoltán, Pusztai Bertalan; Néprajzi Múzeum–SZTE Kommunikáció- és Médiatudományi Tanszék, Bp–Szeged (Tabula könyvek)
- Babáink könyve. A kortárs tárgykultúra egy metszete; szerk. Fejős Zoltán; Néprajzi Múzeum, Budapest, 2009 (MaDok-füzetek)
- Színre vitt helyek. Tanulmányok; szerk. Fejős Zoltán; Néprajzi Múzeum, Budapest, 2011 (Tabula könyvek)
- Új helyek, új metafórák. Közelítések a jelenkor múzeumi etnográfiájához; Debreceni Egyetemi, Debrecen, 2017 (Studia folkloristica et ethnographica)
- "Mert abban az időben lehetett vándorolni". A cigándi amerikások emlékezete; Önkormányzat, Cigánd, 2017
- Néprajz és muzeológia. Tudománytörténeti megközelítés; TIT Kossuth Klub Egyesület–DE Néprajzi Tanszék, Budapest–Debrecen, 2020 (Specimina ethnographica)
- "Kaper kóntri". Magyar rézbányászok Amerikában; Korall, Budapest, 2020 (Korall társadalomtörténeti monográfiák)
- Amerikai magyar műtermi fényképészek az 1880-as évektől a második világháborúig; Néprajzi Múzeum, Budapest, 2020 (KépTár)